# 下平慶祐
下平 慶祐（しもひら けいすけ、1993年9月27日 - ）は、日本の舞台演出家・脚本家・翻訳家。ニューヨーク州出身。ミドルネームは「Calvin」。スペースノイドカンパニー所属。
劇団「もぴプロジェクト」主宰。

## 略歴
2013年、四大学英語劇大会にてGrand Prize、Stage Effect Prizeを大会史上最年少演出家として受賞。これを機にプロの演出家をめざして、演出助手としての活動を始める。
2014年、自身が主宰する劇団「もぴプロジェクト」を旗揚げ。以降、すべてのもぴプロジェクト作品の演出・脚本を手がける。
2017年、佐藤佐吉賞にて戯曲『マークドイエロー』が優秀脚本賞を受賞。
2018年、俳優の末原拓馬らと、演劇ユニット「Z℃」を旗揚げ。

## 人物
- 一橋大学法学部出身[5]。
- 趣味は、サッカー・書道・ロードバイク。
- 書道においては、小学生の師範免許（文化書道）を持っている。

## 主な作品（演出・脚本）

### もぴプロジェクトの作品
- メモリー・アンド・メモリー（2015年） - 脚本・演出[6]
- 保健室探偵カネコ（2015年） - 脚本・演出
- シー・ザ・ライト -有島武郎に敬意を表して-（2015年） - 脚本・演出
- ハジケル、（2016年） - 脚本・演出[7]
- マークドイエロー（2017年） - 脚本・演出[8]
- 秋来にけらし（2017年） - 脚本・演出
- ミスクリエイション（2018年） - 脚本・演出・出演[9]

### 外部作品
- Tokyo Artistic Theatre Ensemble『Perspectives - Flowers』（2015年） - 脚本・演出
- St. Paul Production『棒人間』（2017年） - 脚本提供
- TUFF STUFF『Ranpo Chronicle 冥府の箱』（2017年） - 脚本・演出
- 劇団ドリームプリンセス『女人劇 贋作春のめざめ』（2017年） - 脚本・演出
- SUNNY『Sunny in Wonderland』（2017年） - 構成・演出
- もぴプロジェクト×ピンカルンカ『星の王子さま』（2017年） - 脚本・演出
- Mash Up Project ピンカルンカ×もぴプロジェクト『星の王子さま』（2018年4月） - 脚本・演出[10]
- Yプロジェクト×E-Stage Topia提携プロデュース公演『シェイリ шерри』（2019年7月） - 脚本・演出[11]
- カプティウス（2020年2月） - 脚本・演出[12]
- アニメ20周年記念 朗読劇『明日のナージャ～16歳の旅立ち～』（2023年9月 - 10月） - 演出[13]
- Classic Movie Reading Vol.1『ローマの休日 / 自転車泥棒』（2023年11月） - 演出[14]
- Visual Reading Drama『ネット怪談×百物語』（2023年12月） - 上演台本・演出[15]
- A Bright New Boise（2024年5月） - 翻訳・演出[16]
- Classic Movie Reading Vol.3『若草物語』（2024年7月） - 翻訳・上演台本・演出[17]
- 平体まひろ 一人芝居『売り言葉』（2024年10月） - 脚色・演出[18]
- 日本の劇団『十二人の怒れる男』（2024年12月） - 翻訳・脚本[19]

## 出演

### 舞台
- エムキチビート『赫い月』（2017年） - 窪田兼三役[20]
- おぼんろ『野良の方舟』（2018年）

### 映画
- 帝一の國（2017年） - 学生 役
- 東京ドリーマー（2018年） - ケースケ 役

## その他の主な作品（スタッフ）

### 演出助手
- 黎明浪漫譚（2014年）
- ワンダーランド（2015年）[21]
- 愛でもないし、Youでもなくて、ジェイ。（2015年）
- DNA-SHARAKU（2016年）
- 僕のリヴァ・る（2016年）
- Ranpo Chronicle〜憂鬱回廊〜（2017年）
- ぴんすぽ！（2017年）
- 舞台『イムリ』（2017年）
- ミュージカル『王室教師ハイネ』（2017年）
- ゆく年く・る年 冬の陣（2017年）

### 演出部
- 小西耕一一人芝居『クズになれない』（2015年3月） - 音響・照明[22]
- ブラック・ベルト（2015年）
- 滝口炎上（2015年）
- 舞台『弱虫ペダル』〜総北新世代、始動〜（2016年）
- 舞台『弱虫ペダル』〜箱根学園新世代、始動〜（2016年）

### 翻訳/通訳
- Murder for Two（2016年、世田谷パブリックシアター 他）
- End of the Rainbow（2016年、俳優座劇場）